# Der Schmied von Gent
Der Schmied von Gent is een opera gecomponeerd door Franz Schreker, naar Charles de Costers verhaal 'Smetse Smee' uit "Vlaamse Sprookjes". Het verhaal gaat over een smid die zijn ziel verkoopt aan de duivel voor zeven jaren voorspoed. De opera bestaat uit drie bedrijven en negen tonelen. De première vond plaats op 29 oktober 1932 in de Städtischen Oper Berlin onder muzikale leiding van Paul Breisach, in een enscènering van Rudolf Zindler.
De opera werd in januari 1982 uitgevoerd door de Deutsche Staatsoper Berlin en in 2020 door Opera Vlaanderen.
Manfred Haedler begon zijn verhaal over onze Gentse smid met de woorden: 
Smetse der Schmied wohnte in der guten Stadt Gent, am Zwiebeldamm, gegenüber der Leye, dem schönen Flusz", so führt uns Charles de Coster ein in seine "Flämische Legende Smetse Smee...